# My Mister
My Mister (coréen : 나의 아저씨) est une série télévisée sud-coréenne diffusée en 2018.

## Acteurs
- Lee Sun-kyun : Park Dong Hoon
- Lee Ji-eun (IU) : Lee Ji An
- Go Doo-shim (en) : Byun Yo Soon
- Lee Ji-ah : Kang Yoon Hee
- Park Ho-San : Park Sang Hoon
- Song Sae-byeok (en) : Park Gi Hoon
- Kim Young-Min : CEO Do Joon Yeong
- Kwon Nara : Choi Yoo Ra
- Oh Na-ra : Jung Hee
- Hae-Joon Park : Monk Gyeomduk
- Young Joo Jung : Jo Ae Ryun
- Jang Ki-yong : Lee Gwang Il
- Son Sook : la grand-mère de Ji An
- Ahn Seung-gyun (en) : Song Ki Beom
- Hae-Kyun Jung : Directeur Park Dong Woon
- Jae-Sung Jung : Directeur Yoon Sang Tae